# 前田浩孝
前田 浩孝（まえだ ひろたか）は、日本のイラストレーター。Rejet所属。ファッションブランド『QL』のアートワークも担当している。

## 主な作品

### イラスト
- 海猫沢めろん『零式』（2007年、ハヤカワ文庫） - 表紙絵
- GACKTオフィシャルウェブページ連載小説『再生と邂逅』（2008年） - 挿絵
- 戦武連『だいすき!戦国武将』（2009年、廣済堂） - 表紙絵
- 本田透『アーサー帝戦記』（2009年 - 2010年、幻狼ファンタジアノベルス） - 表紙絵、挿絵
- GACKT『RE:BORN』アニメイト限定版（2009年、日本クラウン） - ジャケットイラスト
- 押井守『ASSAULT GIRLS AVALON(f)』（2009年、徳間書店） - 表紙絵
- 五代ゆう『クォンタムデビルサーガ』（2011年、ハヤカワ文庫） - 表紙絵
- 深沢仁『R.I.P. 天使は鏡と弾丸を抱く』（2011年、このライトノベルがすごい!文庫） - 表紙絵、挿絵
- 『Fate/Apocrypha』（2011年、TYPE-MOON） - ヴラド三世・キャラクターデザイン

### 漫画
- 花 〜hana〜（2004年、robot vol.2掲載）
- alter ego（2006年、robot vol.5掲載）

### ゲーム
- 超武侠大戦（2002年、スクウェア・エニックス） - キャラクター・インターフェイス・アーキテクトデザイン、アートディレクター
- 影牢II -Dark illusion-（2004年、テクモ） - キャラクターデザイン、モデル監修
- VitaminX（2007年、ディースリー・パブリッシャー） - キャラクターデザイン
- 悠久の車輪（2008年、スクウェア・エニックス） - イラスト
- VitaminX Evolution（2008年、ディースリー・パブリッシャー） - キャラクターデザイン
- VitaminZ（2009年、ディースリー・パブリッシャー） - キャラクターデザイン
- Lucian Bee's RESURRECTION SUPERNOVA（2009年、5pb.） - メインキャラクターデザイン
- VitaminZ Revolution（2010年、ディースリー・パブリッシャー） - キャラクターデザイン
- Lucian Bee's JUSTICE YELLOW（2010年、5pb.） - メインキャラクターデザイン
- Lucian Bee's EVIL VIOLET（2010年、5pb.） - メインキャラクターデザイン
- 恋愛番長 命短し、恋せよ乙女!Love is Power（2010年、Rejet.　オトメイト） - イラストレーション
- TOKYOヤマノテBOYS HONEY MILK（2011年、Rejet.） - メインキャラクターデザイン
- TOKYOヤマノテBOYS SUPER MINT（2011年、Rejet.）- メインキャラクターデザイン
- TOKYOヤマノテBOYS DARK CHERRY（2011年、Rejet） - メインキャラクターデザイン
- 恋愛番長2 MidnightLesson!!!（2012年、Rejet.　オトメイト） - イラストレーション
- 影牢 〜ダークサイド プリンセス〜（2014年、コーエーテクモゲームス） - メインキャラクターデザイン
- 影牢 〜もう1人のプリンセス〜（2015年、コーエーテクモゲームス） - メインキャラクターデザイン
- Fate/Grand Order（2015年、TYPE-MOON） - 一部キャラクターデザイン
- プレカトゥスの天秤(2018年、フジゲームス)

### アニメ
- Dance with Devils（2015年） - キャラクター原案